# 창녕 부곡리 이씨고가
창녕 부곡리 이씨고가(昌寧 釜谷里 李氏古家)는 대한민국 경상남도 창녕군 부곡면에 있는 건축물이다. 1985년 1월 23일 경상남도의 문화재자료 제108호로 지정되었다.

## 개요
임진왜란 당시에 벽진 이씨가 정착하여 살았던 집으로 통일신라와 고려시대부터 취락이었던 곳이다.
울타리와 담장은 흙담에 기와를 얹었고 우물과 장독대 등이 있으며 벽진 이씨의 자손들이 지금까지 살고 있다.

## 참고 자료
- 창녕 부곡리 이씨고가 - 국가유산청 국가유산포털